# Keiso Pedriks
Keiso Pedriks (* 30. April 1994) ist ein estnischer Hürdenläufer, der sich auf die 110-Meter-Distanz spezialisiert hat.

## Sportliche Laufbahn
Erste internationale Erfahrungen sammelte Keiso Pedriks im Jahr 2011, als er bei den Jugendweltmeisterschaften nahe Lille im Achtkampf an den Start ging. dort seinen Wettkampf aber nicht beenden konnte. Anschließend belegte er beim Europäischen Olympischen Jugendfestival (EYOF) in Trabzon in 13,87 s den fünften Platz über die Jugendhürden und erreichte mit der estnischen 4-mal-100-Meter-Staffel in 42,48 s Rang sieben. 2013 nahm er dann an den Junioreneuropameisterschaften in Rieti teil, schied dort aber mit 13,91 s in der ersten Runde aus, wie auch bei den U23-Europameisterschaften 2015 in Tallinn mit 14,38 s. 2021 erreichte er bei den Halleneuropameisterschaften in Toruń das Halbfinale über 60 m Hürden und schied dort mit 7,93 s aus und im Jahr darauf kam er bei den Hallenweltmeisterschaften in Belgrad mit 7,77 s nicht über die erste Runde hinaus.
In den Jahren 2020 und 2021 wurde Pedriks estnischer Meister im 110-Meter-Hürdenlauf sowie 2013, 2016 und 2017 sowie von 2020 bis 2022 Hallenmeister über 60 m Hürden.

## Persönliche Bestleistungen
- 110 m Hürden: 13,63 s (+0,7 m/s), 14. September 2021 in Zagreb
  - 60 m Hürden (Halle): 7,66 s, 26. Dezember 2021 in Pärnu (estnischer Rekord)